# Georg Leo Caprivi
Georg Leo Caprivi, nemški general, politik in plemič, * 24. februar 1831, Charlottenburg pri Berlinu, † 6. februar 1899, Skyren, Brandenburg.
Grof Georg Leo Graf von Caprivi de Caprara de Montecuccoli je bil med 1890 in 1894 drugi kancler Nemškega cesarstva (naslednik Bismarcka). Njegova družina (izvirni priimek Kopriva) je izvirala iz Koprivnika v Kočevskem Rogu. Malo manj znano pa je, da je Nemčiji pred več kot stoletjem kot kancler vladal politik, ki je imel slovenske korenine, imenovan Grof Leo von Caprivi oziroma izvirno Georg Leo Graf von Caprivi de Caprera de Montecuccoli.
Izvirni priimek družine von Caprivi je bil Kopriva. Prvi njegov znani prednik je Andrej Kopriva s Kočevskega, za katerega je znano, da je umrl okoli leta 1570. 
Mladi Leo kot pruski častnik V 17. stoletju, med avstrijsko-turškimi vojnami, je bila družina Kopriva/Caprivi povzdignjena v plemiški stan, pozneje se je odselila iz Kranjske v Šlezijo.
Kot mladenič je Leo vstopil v prusko vojsko in se kot častnik bojeval v treh vojnah: z Dansko leta 1864, Avstrijo leta 1866 in Francijo v letih 1870/1871. V pruski vojski je dosegel čin generalmajorja.
Leo von Caprivi nadomestil legendarnega Bismarcka Leta 1890 je po prepiru s cesarjem Viljemom II. odstopil dolgoletni nemški kancler Otto von Bismarck, imenovan tudi železni kancler. Bismarcka je na kanclerskem položaju nasledil prav Caprivi.Sčasoma je Caprivi zaradi svoje politike dobil veliko nasprotnikov. Nazadnje ga je cesar oktobra 1894 razrešil s kanclerskega položaja. 
Ta je odpravil Bismarckovo vojaško, gospodarsko in ideološko sodelovanje z Rusijo ter se bolj približal Veliki Britaniji. Na notranjepolitičnem področju je dosegel spravo s socialdemokrati. Nemčija je bila v tem času najvplivnejša država v Evropi.
Po Capriviju se imenuje tudi Caprivijev pas, del Namibije, nekdanje nemške kolonije Afriki. 